# Alois Kewitsch
Ferdinand Aloisius Kewitsch (meist Alois Kewitsch; polnisch auch Alojzy Kewitsch, * 13. Oktober 1851 in Liebschau, Westpreußen; † um 1922) war ein Klavier- und Harmoniumbauer in Warschau und Sankt Petersburg.

## Leben
Alois Kewitsch war ein Sohn des Organisten und Lehrers Ferdinand Theodor Kewitsch und dessen Frau, Anna Catharina, geborene Greifenhagen, in Westpreußen, der Name deutet auf eine polnische Herkunft der Familie des Vaters (Kiewicz). Brüder waren u. a. Theodor, der später Komponist und Dirigent wurde, und Johannes, der ebenfalls Harmonium- und Klavierbauer in Berlin wurde.
Kewitsch eröffnete 1889 eine Piano- und Harmoniumfabrik in Warschau (damals im Russischen Kaiserreich), in der auch viele Pianinos gebaut wurden. 1897 machte er ein Angebot für eine Reparatur der Orgel in der Lutherischen Kirche in Warschau, das jedoch wahrscheinlich nicht ausgeführt wurde.
1902 eröffnete Kewitsch eine Filiale in Sankt Petersburg, in der 1911 etwa 11 Mitarbeiter beschäftigt waren und die zu dieser Zeit einen Umsatz von 20.000 Rubel hatte. Die Leitung hatte sein Bruder Leonard, das Gebäude befand sich an der Uliza Wosnessenskaja 28.
Die Firmen bestanden mindestens bis 1913. Eine Besonderheit war ein Pianino mit einem Cello-Spieltisch. Einige Klaviere und Pianinos der Firma sind erhalten.